# Colobothea varia
Colobothea varia es una especie de escarabajo longicornio del género Colobothea, categorizada en la tribu Colobotheini, de la subfamilia Lamiinae. Fue descrita por Fabricius en 1787.

## Descripción
Mide 10-17 mm de longitud.

## Distribución
Se distribuye por Bolivia, Colombia, Ecuador, Guayana Francesa, Panamá y Venezuela.